# Nils Liljequist
Nils Liljequist (ur. 1851 w Lund, zm. 1936 w Sztokholm) – szwedzki duchowny, uzdrowiciel, lekarz, jeden z ojców irydologii.
Dorastając uczył się medycyny i homeopatii, którą praktykował na swoich klientach, którzy przychodzili do niego w celu usunięcia toksyn.
Na początku XX wieku Liljequist działał jako pełniący obowiązki ministra miasta Piteå.

## Prace
- „Quinine And Iodine Change The Colour Of The Iris; I Formerly Had Blue Eyes, They Are Now A Greenish Colour With Reddish Spots” – 1871[8].
- „Ögondiagnostiken” (Diagnoza z oczów) – 1890[9].
- „The Diagnosis from the Eye: Iridology” – Uniwersytet w Chicago, 1916, Wydawnictwo Iridology Publishing Company.[10].